# Sârbi (okręg Botoszany)
Sârbi – wieś w Rumunii, w okręgu Botoszany, w gminie Vlăsinești. W 2011 roku liczyła 1064 mieszkańców.